# Заморожений (епізод Південного Парку)
Заморожений (англ. Prehistoric Ice Man) — 18 епізод 2 сезону (№ 31) серіалу «Південний парк», прем'єра якого відбулася 20 січня 1999 року.

## Сюжет
Стен, Кайл, Кенні і Картман дивляться по телевізору шоу  Australian Outback Guy  про ловця крокодилів і інших тварин і дуже ним вражені. Вони вирішують піти в гори пополювати; під час прогулянки Кайл провалюється під землю, і Стен, спустившись, щоб його витягти, зауважує брилу льоду з людиною, замороженою всередині. Діти доставляють тіло вченому Альфонсу Мефесто; в цей час між Кайлом і Стеном наростає суперечка про те, хто ж знайшов «крижану людину», а також про те, як його назвати (Кайл наполягає на імені «Стів», а Стен — на «Горак»). У підсумку вони сваряться, і обидва оголошують Картмана своїм новим найкращим другом.
У лабораторії Доктор Мефесто з Кевіном розтоплюють лід і з'ясовують, що Стів / Горак одягнений в одяг від Едді Бауера, якого ніхто не бачив з 1996 року, майже 32 місяці тому.
Також вони виявляють, що лід зберіг людині життя, законсервувавши його. Мефесто ставиться до Стіва / Горака як до неандертальця і не розуміє ні слова з того, що той говорить, хоча той розмовляє чистою англійською мовою. Щоб зробити дослідження Мефесто більш прибутковими, таємничі урядові агенти вмовляють його показувати розморожену людину публіці, відтворивши природне місце існування того в кімнаті, побудованої «в дусі 96-го». На жаль, «крижана людина» володіє поганим характером і ненавидить, як з ним поводяться.
І Кайл, і Стен незадоволені перетворенням «крижаної людини» в атракціон для роззяв. Вони звільняють його, продовжуючи при цьому сперечатися про ім'я Стіва / Горака, і домовлятися вирішити спір в бійці. На наступний день, Ларрі (справжнє ім'я «замороженого») дізнається, що його дружина знову вийшла заміж і має від нового чоловіка двох дітей, яким, що досить дивно, 8 і 13 років. Після цього Ларрі розуміє, що не може залишатися в цьому світі. Він намагається заморозити себе, але не досягає успіху. Кайл знаходить рішення: він пропонує Ларрі відправитися в місто Де-Мойн, який в усьому відстає на три роки.
Ларрі сідає на поїзд (в цей час Кайл і Стен щосили б'ються з умовою «хто залишиться живий, той і виграв»), проте ФБР, бажаючи дістати замороженого (для використання його при вторгненні в Швецію), наймають ведучого телешоу про полювання на крокодилів і відправляються в погоню за Ларрі. У підсумку, ведучий гине, а Ларрі вдається полетіти на гелікоптері. Стен і Кайл миряться, вирішивши, що їм краще бути найкращими друзями один з одним, ніж з Картманом; сам же Ерік продовжує наслідувати «мисливцеві за крокодилами» і в фіналі епізоду через це застряє головою в заду у корови. Він коментує це так: «пахне, як у Кенні вдома».

## Смерть Кенні
Кенні їде на ескалаторі, спостерігаючи за «замороженим»; його затягує під стрічку і зі зворотного боку він виповзає в розплющеному вигляді. Стен кричить: «О боже, вони вбили Кенні!», Проте Кайл після паузи відповідає: «Що? Я з тобою не розмовляю» і йде.

## Пародії
- Сюжет епізоду пародіює фільм 1984 року «Крижана людина».
- Телешоу про ловця тварин пародіює передачу Стіва Ірвіна «Мисливець за крокодилами», смерть якого пізніше буде спародійована в епізоді «Пекло на землі 2006».
- У кімнаті, де мешкає доісторична людина, грає група Ace of Base — протягом епізоду можна почути пісні «All That She Wants» і «The Sign».
- Коли доісторична людина проходить повз вітрини з телевізорами, на екрані з'являється «Marilyn Manson»
- Після оживлення доісторичної людини, Стен і Кайл переробляють коронну фразу: «О, боже ! Вони оживили Горака! Покидьки!»

## Цікаві факти
- Коли Кайл провалюється під землю, Стен говорить Картману: «Класно Картман, ти вбив Кайла!», А Кенні додає «Покидьку!».